# Furmanivka, Bahciîsarai
Furmanivka (în ucraineană Фурманівка) este un sat în comuna Dolînne din raionul Bahciîsarai, Republica Autonomă Crimeea, Ucraina.

## Demografie
Componența lingvistică a localității Furmanivka
     Rusă (65,6%)
     Ucraineană (16,52%)
     Tătară crimeeană (16,4%)
     Alte limbi (0,37%)
Conform recensământului din 2001, majoritatea populației localității Furmanivka era vorbitoare de rusă (65,6%), existând în minoritate și vorbitori de ucraineană (16,52%) și tătară crimeeană (16,4%).